# José Viana Baptista
José Carlos Pinto Soromenho Viana Baptista GCIH • GCM (Seixal, Seixal, 6 de Outubro de 1931 — Lisboa, 17 de Julho de 2004) foi um engenheiro mecânico, político e gestor português.

## Biografia
Licenciou-se em Engenharia Mecânica, pelo Instituto Superior Técnico da Universidade Técnica de Lisboa, em 1955. Começou a sua actividade profissional na TAP, em 1956, onde permaneceu durante 20 anos, desempenhando cargos como director de Manutenção, de Engenharia, de Planeamento e de Organização. Entre 1976 e 1979 foi assessor do Ministério dos Transportes e Comunicações, tendo presidido depois à Comissão Instaladora e ao Conselho de Gerência da ANA - Aeroportos e Navegação Aérea. Em janeiro de 1980 torna-se Ministro dos Transportes e Comunicações no VI Governo Constitucional presidido por Francisco Sá Carneiro, assumindo depois a pasta da Habitação, Obras Públicas e Transportes, nos VII e VIII Governos Constitucionais, liderados por Pinto Balsemão. Depois de abandonar o governo, em 1983, foi nomeado presidente do Instituto de Investimento Estrangeiro e, em 1986, passa para o Conselho de Administração dos CTT e TLP. Em 1992 torna-se presidente da Petrogal, de onde saiu em 1995, após a privatização da empresa. Ocupou ainda cargos administrativos nos grupos Sonae e Edifer.
Foi agraciado com a Grã-Cruz da Ordem do Infante D. Henrique a 30 de Julho de 1984 e com a Grã-Cruz da Ordem do Mérito a 9 de Junho de 1994.

## Funções governamentais exercidas
- VI Governo Constitucional
  - Ministro dos Transportes e Comunicações
- VII Governo Constitucional
  - Ministro dos Transportes e Comunicações
- VIII Governo Constitucional
  - Ministro da Habitação, Obras Públicas e Transportes